# Theo Otto Bernhardt
Theo Otto Bernhardt (ur. 1916, zm. ?) – zbrodniarz hitlerowski, członek załogi niemieckiego obozu koncentracyjnego Mauthausen-Gusen i SS-Oberscharführer (nr identyfikacyjny w SS: 289839).
Członek Hitlerjugend od 1933 i NSDAP od 1937. Przez cały okres swojej służby w obozie głównym Mauthausen (od 1940 do 10 kwietnia 1945) był kierownikiem kantyny. Początkowo, do listopada 1942 był zatrudniony jako pracownik cywilny, następnie wcielono go do Waffen-SS. Brał udział w egzekucjach więźniów i jeńców alianckich jako członek plutonu egzekucyjnego. Oprócz tego maltretował więźniów.
W procesie załogi Mauthausen-Gusen (US vs. Theo Otto Bernhardt i inni) skazany został na 10 lat pozbawienia wolności.